# Nordlig simpknot
Nordlig simpknot (Triglops pingelii) hör till familjen simpor i ordningen kindpansrade fiskar.

## Utseende
Den nordliga simpknoten har ett kraftigt huvud med stora ögon samt stora bröstfenor. Ovansidan, inklusive huvudet, är mörkbrun med en sicksackformad gräns mot den vita buken. Längs sidolinjen har den rader av benknölar. Arten är mycket lik simpknoten, och betraktas som en förväxlingsart till denna. Ryggfenan består av två delar, en med 10 till 11 taggstrålar, och en med 23 till 26 mjukstrålar. Maxlängden är 20 cm, och honan är störst.

## Vanor
Arten är en havslevande bottenfisk som kan gå ner till över 900 meters djup, men den håller sig vanligen på betydligt grundare vatten, mellan 20 och 90 meter. Den föredrar dybottnar, gärna med klippinslag. Födan består framför allt av mindre kräftdjur som märlkräftor och pungräkor, mera sällan av havsborstmaskar och fiskar.

## Utbredning
Utbredningen är framför allt circumpolär kring Norra Ishavet (Beauforthavet, Berings hav och Grönland). Sydgränser: Norra Stilla havet via Aleuterna till Japan och Washington i USA, nordvästra Atlanten till Kanada och Cape Cod i USA samt nordvästra Atlanten till Spetsbergen. Förekommer vid Danmarks, Norges och Finlands kuster. Ett fåtal gånger påträffad i Sverige (Bohuslän).